# 日曜ワイドスペシャル
『日曜ワイドスペシャル』（にちようワイドスペシャル）は、1974年4月7日から同年9月29日までTBS系列局が編成していたTBS製作の単発特別番組枠である。全26回。編成時間は毎週日曜 19:30 - 20:55 （日本標準時）。

## 概要
1973年9月まで20:00 - 21:25に編成されていた『サンデービッグプレゼント』→『日曜ゴールデンシリーズ』から半年のブランクを経て再開された、日曜ゴールデンタイムの単発特番枠。本枠は、『日曜ゴールデンシリーズ』以前の単発特番枠よりも30分繰り上げての編成となった。
放送番組は、高橋圭三司会の歌謡番組、プロ野球ナイター中継、映画、テレビドラマが多かった。

## 放送番組一覧
| 放送日 （1974年） | 放送番組                                                 | 主な出演者                                                        | 備考                                                |
| ----------------- | -------------------------------------------------------- | ----------------------------------------------------------------- | --------------------------------------------------- |
| 4月7日            | 百万枚突破歌手大集合！お富さんから個人授業まで           | 高橋圭三、三橋美智也、春日八郎、森進一、フランク永井、フィンガー5 |                                                     |
| 4月14日           | プロ野球中継「広島東洋×巨人」                            |                                                                   | 中国放送制作                                        |
| 4月21日           | ハリー・ベラフォンテ・イン・ジャパン                     | ハリー・ベラフォンテ                                              |                                                     |
| 4月28日           | 復讐の用心棒                                             | ロバート・ウッズ、ルチア・モドウーニョ                            | プロ野球ナイター中継「中日×巨人」の中止によって放送 |
| 5月5日            | 長靴をはいた猫                                           | 声：石川進、藤田淑子、榊原ルミ、小池朝雄                          | 本枠唯一のアニメ映画                                |
| 5月12日           | プロ野球中継「中日×巨人」                                |                                                                   | 中部日本放送制作                                    |
| 5月19日           | プロ野球中継「大洋×巨人」                                |                                                                   |                                                     |
| 5月26日           | プロ野球中継「広島東洋×巨人」                            |                                                                   | 中国放送制作                                        |
| 6月2日            | 不滅のメロディ大競演・古賀政男 遠藤実 平尾昌晃大ヒット集 | 高橋圭三、古賀政男、遠藤実、平尾昌晃                              |                                                     |
| 6月9日            | プロ野球中継「ヤクルト×巨人」                            |                                                                   | [ 1 ]                                               |
| 6月16日           | 汚れた刑事                                               | 芦田伸介、江波杏子、黒沢年男、高松英郎                            | 本枠初のテレビドラマ                                |
| 6月23日           | 拳銃無頼                                                 | ジョージ・ヒルトン、ジョージ・イーストマン                        | プロ野球ナイター中継「阪神×巨人」の中止によって放送 |
| 6月30日           | 第3回東京音楽祭 世界大会                                 | 三木鮎郎、世界各国の歌手                                          | 19:00 - 20:55で放送                                 |
| 7月7日            | プロ野球中継「ヤクルト×巨人」                            |                                                                   | [ 1 ]                                               |
| 7月14日           | 圧巻！007ゴールドフィンガー シャーリー・バッシー         | シャーリー・バッシー                                              |                                                     |
| 7月21日           | 大ヒット決定版！ご当地ソング大競演                       | 高橋圭三、島倉千代子、北島三郎                                    | [ 3 ]                                               |
| 7月28日           | プロ野球中継「大洋×巨人」                                |                                                                   |                                                     |
| 8月4日            | プロ野球中継「阪神×巨人」                                |                                                                   | 朝日放送制作                                        |
| 8月11日           | 真夜中のあいさつ                                         | あべ静江、せんだみつお、杉浦直樹、岩崎加根子、白石冬美            | ドラマ                                              |
| 8月18日           | ああ硫黄島                                               | ナレーター：杉山真太郎                                            | 本枠唯一のドキュメンタリー                          |
| 8月25日           | 大ヒット！紅白女ごころの歌大競演！                       | 森進一、五木ひろし、殿さまキングス、ちあきなおみ、いしだあゆみ    |                                                     |
| 9月1日            | バグダッドの盗賊                                         | スティーヴ・リーヴス                                              | プロ野球中継「ヤクルト×巨人」の中止によって放送     |
| 9月8日            | 愛をください                                             | 吉永小百合、斎藤こず恵、長山藍子、篠田三郎、長谷川哲夫            | 本枠最後のドラマ                                    |
| 9月15日           | プロ野球中継「広島東洋×巨人」                            |                                                                   | 中国放送制作                                        |
| 9月22日           | '74輝く日本レコード大賞は誰に？                          | 沢田研二、五木ひろし、森進一、西城秀樹                            |                                                     |
| 9月29日           | プロ野球中継「中日×巨人」                                |                                                                   | 中部日本放送制作                                    |